# Колояр
Колоя́р — село в Вольском районе Саратовской области России. Административный центр Колоярского муниципального образования.

## География
Село находится в северо-восточной части Саратовского Правобережья, в пределах Приволжской возвышенности, на берегах реки Ерыклы, вблизи места впадения в неё реки Чечеры, на расстоянии примерно 56 километров (по прямой) к северо-западу от города Вольска. Абсолютная высота — 170 метров над уровнем моря.
Климат
Климат характеризуется как умеренно континентальный с холодной малоснежной зимой и жарким сухим летом. Среднегодовая температура воздуха — 5,1 °C. Абсолютный минимум температуры воздуха самого холодного месяца (января) составляет −43 °C; абсолютный максимум самого тёплого месяца (июля) — 39 °C. Безморозный период длится в течение 147 дней в году. Среднегодовое количество атмосферных осадков — 417 мм, из которых 230 мм выпадает в период с апреля по октябрь. Снежный покров держится в среднем 143 дня в году.
Часовой пояс
Село Колояр, как и вся Саратовская область, находится в часовой зоне МСК+1. Смещение применяемого времени относительно UTC составляет +4:00.

## История
Село основано в 1760 году.

## Население
| 2002 | 2010  |
| ---- | ----- |
| 987  | ↗1033 |

Половой состав
По данным Всероссийской переписи населения 2010 года в половой структуре населения мужчины составляли 47,3 %, женщины — соответственно 52,7 %.
Национальный состав
Согласно результатам переписи 2002 года, в национальной структуре населения русские составляли 93 % из 987 чел.

## Известные уроженцы
- Глазыкин, Николай Георгиевич (1910—1939) — советский лётчик, майор, Герой Советского Союза.